# Mina Confesionarios
La mina Confesionarios es un yacimiento minero español situado dentro del término municipal de Cortegana, en la provincia de Huelva, junto a la histórica localidad de Valdelamusa. La explotación ha estado activa durante la Antigüedad y la Edad Contemporánea, si bien a día de hoy el yacimiento se encuentra inactivo. La corta minera tiene actualmente unas dimensiones de 240 metros de longitud, 180 metros de anchura y 80 metros de profundidad.

## Historia
De forma similar a lo sucedido en otros yacimientos de la Faja pirítica ibérica, hay constancia de que durante la Edad del Bronce y la época romana se realizaron labores mineras en Confesionarios. Los estudios contemporáneos de los escoriales romanos de la zona han indicado que el cobre fue el metal de mayor producción durante este período. Con posterioridad el yacimiento permaneció inactivo durante varios siglos.
La Mina Confesionarios fue reactivada durante el siglo XIX. En la década de 1880 se inició la explotación a cielo abierto mediante el sistema de «cortas», el cual facilitaba considerablemente las labores de extracción. Confesionarios llegó a estar conectado por ferrocarril a través de un ramal de vía estrecha que también enlazaba las minas de San Telmo y Lomero-Poyatos con la línea Zafra-Huelva. De esta forma se daba salida al mineral hasta el puerto de Huelva. La explotación minera se mantuvo activa hasta finales del siglo XIX, cesando las actividades en 1900. En la actualidad la corta está inundada.